# NGC 509
NGC 509 là một thiên hà dạng thấu kính trong chòm sao Song Ngư, cách Trái Đất khoảng 87 triệu năm ánh sáng. Nó được phát hiện vào ngày 1 tháng 10 năm 1864 bởi nhà thiên văn học người Đức Albert Marth.

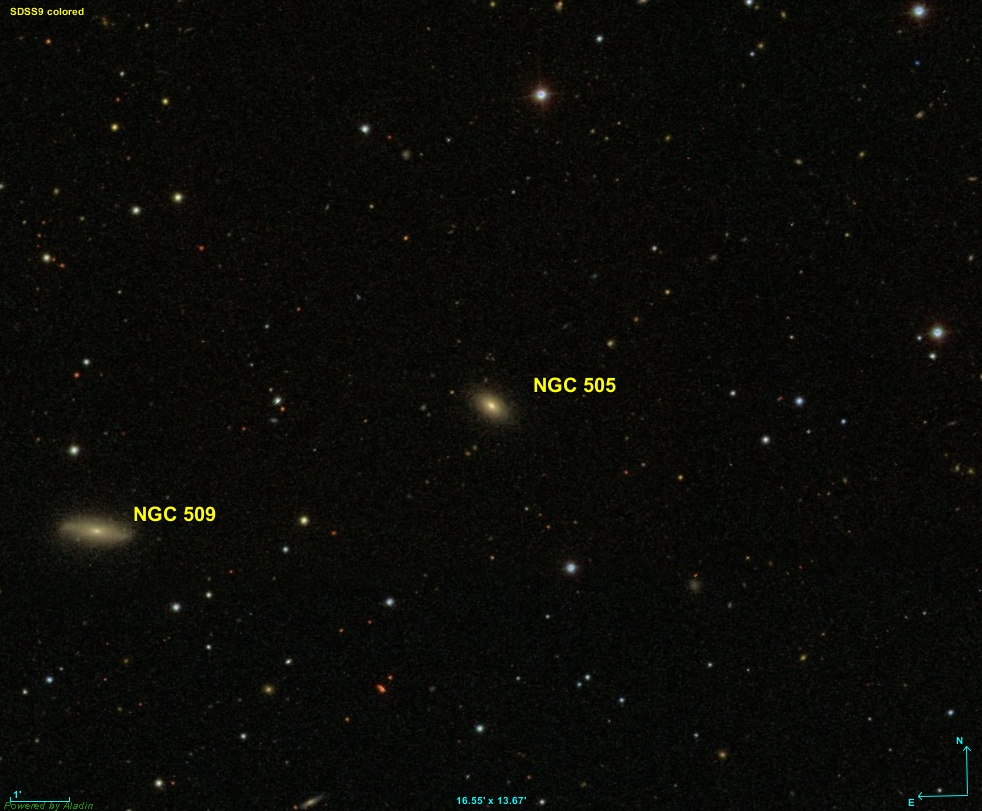
NGC 509 và NGC 505 (SDSS)